# Familienzulage
Als Familienzulage bezeichnet man in Österreich eine Geldleistung zusätzlich zur Kinderzulage, die an Alleinverdiener oder Alleinerzieher ausgezahlt wird. Sie ist in Kollektiv- und Dienstverträgen geregelt. Dadurch soll die finanzielle Belastung durch ein oder mehrere Kinder teilweise ausgeglichen werden. Sofern eine derartige Zahlung durch den Dienstgeber an den Dienstnehmer vorgesehen ist, ist vom letzteren dies zu beantragen und durch den Einkommenssteuerbescheid des Finanzamtes nachzuweisen.
Als Familienzulagen bezeichnet man in der Schweiz Geldleistungen, die an Eltern ausgerichtet werden. Dadurch soll die finanzielle Belastung durch ein oder mehrere Kinder teilweise ausgeglichen werden.

## Definition (Schweiz)
Der Begriff der Familienzulagen umfasst in der Schweiz:
- die Kinderzulage, eine monatliche Geldleistung pro Kind bis 16 Jahre
- die Ausbildungszulage, eine monatliche Geldleistung pro Kind in Ausbildung im Alter von 16 bis maximal 25 Jahren
- die Geburtszulage, eine einmalige Geldleistung bei Geburt eines Kindes
- die Adoptionszulage, eine einmalige Geldleistung bei Aufnahme eines Kindes zur späteren Adoption

## Gesetzliche Grundlagen (Schweiz)
Für die Familienzulagen sind grundsätzlich die Kantone zuständig. Somit gibt es 26 unterschiedliche kantonale Regelungen, in denen jeweils die Art und die Höhe der ausbezahlten Zulagen, der Kreis der Anspruchsberechtigten und die Organisationsstruktur der Familienzulagen festgelegt sind. Beschäftigte in der Landwirtschaft und das Bundespersonal bekommen Familienzulagen, welche unabhängig von den kantonalen Regelungen sind.
Die Familienzulagen werden nach dem Erwerbsortprinzip ausgerichtet. Es ist also nicht der Kanton zuständig, in dem man den Wohnsitz hat, sondern derjenige Kanton, in welchem man erwerbstätig ist. Es gibt keinen Doppelbezug, denn für das gleiche Kind darf nur eine Zulage derselben Art ausgerichtet werden.
In der Eidgenössischen Volksabstimmung vom 26. November 2006 wurde das neue Bundesgesetz über die Familienzulagen angenommen. Der Bundesrat hat dann beschlossen, Gesetz und die zugehörige Verordnung auf den 1. Januar 2009 in Kraft zu setzen, damit die Kantone Zeit haben, ihre Familienzulagenordnungen anzupassen.
Mit diesem neuen Bundesgesetz wurden die teilweise beträchtlichen Differenzen bei den Familienzulagen verringert, indem neue Mindeststandards festgelegt wurden. Den Kantonen steht es weiterhin frei, grosszügigere Lösungen festzulegen. Das neue Bundesgesetz brachte folgende Neuerungen (genannte Zahlen angepasst per 2023):
- Die Arbeitnehmenden erhalten eine Kinderzulage von mindestens 200 Franken pro Kind bis 16 Jahre und
- eine Ausbildungszulage von mindestens 250 Franken pro Kind im Alter von 16 bis maximal 25 Jahren.
- Die Höhe der Zulage wird angepasst, sobald die Teuerung um 5 Prozentpunkte gestiegen ist.
- Auch Teilzeitbeschäftigte erhalten eine ganze Zulage, wenn sie derzeit mindestens 7’350 Franken im Jahr verdienen.
- Nichterwerbstätige Eltern haben Anspruch auf Kinderzulagen, falls sie nicht mehr als derzeit 44’100 Franken pro Jahr als Einkommen versteuern.
- Selbstständigerwerbende haben seit dem 1. Januar 2013 ebenfalls Anspruch auf Familienzulagen. Für die Beschäftigten in der Landwirtschaft gilt eine Sonderregelung.

Zudem wird im neuen Bundesgesetz über die Familienzulagen klar geregelt, welchem Elternteil der Erstanspruch zusteht. Mit dieser Regelungen sollen Bezüge von mehr als einer Zulage pro Kind möglichst verhindert werden. Anspruch hat in dieser Reihenfolge:
1. Die erwerbstätige Person
2. Die Person, welche die elterliche Sorge innehat oder bis zur Mündigkeit innehatte.
3. Bei gemeinsamer elterlicher Sorge oder wenn keine der berechtigten Personen die elterliche Sorge hat, ist in erster Linie anspruchsberechtigt, wer überwiegend mit dem Kind zusammenlebt oder bis zu seiner Mündigkeit lebte; bei Trennung oder Scheidung hat deshalb in erster Linie Anspruch, wer das Kind bei sich betreut.
4. Leben beide Eltern mit dem Kind zusammen, was bei verheirateten Eltern die Regel ist, so hat Vorrang, wer im Wohnsitzkanton des Kindes arbeitet.
5. Arbeiten beide oder arbeitet keiner der Elternteile im Wohnsitzkanton des Kindes, so bezieht die Familienzulagen, wer das höhere AHV-pflichtige Einkommen aus unselbstständiger Erwerbstätigkeit hat.
6. Arbeiten beide oder arbeitet keiner der Elternteile im Wohnsitzkanton des Kindes, so bezieht die Familienzulagen, wer das höhere AHV-pflichtige Einkommen aus selbstständiger Erwerbstätigkeit hat.

Zusätzlich kann die zweitanspruchsberechtigte Person eine Differenzzahlung beanspruchen, wenn sie in einem anderen Kanton als der Erstanspruchsberechtigte arbeitet und die Zulagen in diesem Kanton höher sind.

## Finanzierung (Schweiz)
Die Kantone regeln die Finanzierung. Heute werden die Familienzulagen (ausser im Kanton Wallis) ausschliesslich von den Arbeitgebern finanziert, in der Regel in Form von Lohnprozenten (keine paritätische Finanzierung). Im Wallis müssen sich auch die Angestellten an der Finanzierung beteiligen in Form von 0,3 Lohnprozenten. Die Familienzulagen für Nichterwerbstätige werden durch die Kantone finanziert; die Kantone können unter bestimmten Voraussetzungen eine Beitragspflicht für Nichterwerbstätige einführen, so wie das in den Kantonen AR, SO, TG und TI der Fall ist. Die Selbständigerwerbenden müssen sich im Kanton ihres Geschäftssitzes zwingend einer Familienausgleichskasse anschliessen und müssen bis zu einem Erwerbseinkommen von 126'000 Franken pro Jahr Beiträge an ihre Familienausgleichskasse leisten.